# Фаєтт (округ, Джорджія)
Шаблон:StateAbbr_ 33°25′ пн. ш. 84°29′ зх. д. / 33.41° пн. ш. 84.49° зх. д.
Округ Файєтт (англ. Fayette County) — округ (графство) у штаті Джорджія, США. Ідентифікатор округу 13113.

## Історія
Округ утворений 1821 року.

## Демографія
За даними перепису
2000 року
загальне населення округу становило 91263 осіб, зокрема міського населення було 71391, а сільського — 19872.
Серед мешканців округу чоловіків було 44658, а жінок — 46605. В окрузі було 31524 домогосподарства, 25990 родин, які мешкали в 32726 будинках.
Середній розмір родини становив 3,2.
Віковий розподіл населення поданий у таблиці:
| Стать    | До 15 років | 15-21 | 22-29 | 30-39 | 40-49 | 50-65 | 65-85 | Понад 85 |
| -------- | ----------- | ----- | ----- | ----- | ----- | ----- | ----- | -------- |
| Чоловіки | 11036       | 4709  | 2756  | 5843  | 8447  | 8509  | 3151  | 207      |
| Жінки    | 10352       | 4274  | 2851  | 6806  | 9286  | 8290  | 4157  | 589      |

## Суміжні округи
- Фултон — північ
- Клейтон — схід
- Сполдінг — південь
- Ковета — захід

## Виноски
1. ↑  U.S. Decennial Census. United States Census Bureau. Архів оригіналу за 26 квітня 2015. Процитовано 22 червня 2014.
2. ↑  Historical Census Browser. University of Virginia Library. Архів оригіналу за 11 серпня 2012. Процитовано 22 червня 2014.
3. ↑  Population of Counties by Decennial Census: 1900 to 1990. United States Census Bureau. Процитовано 22 червня 2014.
4. ↑  Census 2000 PHC-T-4. Ranking Tables for Counties: 1990 and 2000 (PDF). United States Census Bureau. Процитовано 22 червня 2014.
5. ↑  State & County QuickFacts. United States Census Bureau. Архів оригіналу за 3 липня 2011. Процитовано 22 червня 2014. [Архівовано 2011-07-03 у Wayback Machine.](англ.) Наведено за англійською вікіпедією.
6. ↑  American FactFinder. Бюро перепису населення США. Архів оригіналу за 26 лютого 2012. Процитовано 31 січня 2008. [Архівовано 2008-05-21 у Wayback Machine.]

| США | Це незавершена стаття з географії США. Ви можете допомогти проєкту, виправивши або дописавши її. |